# Поярков, Юрий Михайлович
Ю́рий Миха́йлович Поя́рков (10 февраля 1937, Харьков — 10 февраля 2017, там же) — советский волейболист, игрок сборной СССР (1960—1968). Двукратный олимпийский чемпион (1964 и 1968), двукратный чемпион мира (1960 и 1962), обладатель Кубка мира 1965, двукратный чемпион Европы (1967 и 1971), чемпион СССР 1967. Связующий. Мастер спорта СССР (1959). Заслуженный мастер спорта СССР (1964).

## Биография
Начинал заниматься волейболом в Харькове. Выступал за команду «Буревестник» (Харьков). В составе сборной Украинской ССР в 1967 году стал чемпионом СССР и победителем Спартакиады народов СССР.
В сборной СССР в официальных соревнованиях выступал в 1960—1972 годах. С 1965 — капитан сборной. В её составе стал двукратным олимпийским чемпионом (1964 и 1968), бронзовым призёром Олимпийских игр 1972, двукратным чемпионом мира (1960 и 1962), бронзовым призёром мирового первенства 1966, победителем розыгрыша Кубка мира 1965, бронзовым призёром Кубка мира 1969, двукратным чемпионом Европы 1967 и 1971 и бронзовым призёром европейского первенства 1963. Обладал сильной боковой подачей, из-за чего получил прозвище «человек-катапульта».
В 1980 году в рамках Московской Олимпиады он пронёс олимпийский огонь на одном из отрезков пути, маршрут которого проходил через Харьков.
Член КПСС с 1965 года.
С 1996 по 2011 гг. в должности профессора являлся заведующим кафедрой спортивных игр, с 2011 г. — профессор кафедры спортивных игр (с сентября 2016 г. — кафедра олимпийского и профессионального спорта и спортивных игр) Харьковского национального педагогического университета имени Г. С. Сковороды. Избирался членом исполкома федерации волейбола Украины и депутатом городского совета.
В 2007 году был включён в Книгу рекордов Гиннесса (три олимпийские медали на трёх Олимпиадах, в том числе две золотые).
Похоронен на 2-м городском кладбище города Харькова.

## Награды и звания
Награждён орденом «Знак Почёта» (дважды), украинскими орденами «За заслуги» III и II степеней. Почётный гражданин Харькова (с 1999) и Харьковской области (с 2008).